# La Buisse
La Buisse település Franciaországban, Isère megyében. Lakosainak száma 3499 fő (2022. január 1.). La Buisse Coublevie, Saint-Jean-de-Moirans, Voreppe és La Sure en Chartreuse községekkel határos.

## Népesség
A település népességének változása:
| Lakosok száma | 1006 | 1206 | 2238 | 2627 | 3166 | 3144 | 3142 | 3235 | 3323 | 3499 |
|               | 1968 | 1982 | 1990 | 2006 | 2013 | 2015 | 2017 | 2019 | 2020 | 2022 |